# Немишля (річка)
Неми́шля  — річка в Харківській області, ліва притока річки Харків.

## Опис
Довжина річки складає приблизно 27 км, у межах Харкова — більше 13 км. Площа басейну 72,2 км².
Витік річки розташований в 1 км на південь (нижче по схилу Салтівської височини) від села Кутузівка, розташованого на Вовчанській трасі (Салтівському шосе) в Харківській області.
На річці розташовані села Слобідське, Прилісне, райони міста Бражники, Кулиничі, Петренки, Неми́шля, ХЕЛЗ та невелика частина Журавлівки. Впадає в річку Харків з півдня в районі Ближня Журавлівка на Новонабережній вулиці.
Влітку річка міліє. Береги річки — низькі. Живлення річки переважно снігове. Взимку, в кінці листопада — на початку грудня річка береться кригою. Скресає на початку березня.

## Притоки
Артюхів яр, Миколаєнків яр
Праві: Решітьків яр, Чаплин яр, Шашчин
Ліві: Западний яр, Корніїв яр, Мормилів яр, Несміянів яр, Павлів яр , Тимків яр, Томахів яр

## Гідрографічні об'єкти
- Ставок в селищі Кулиничі.

У межах міста Харкова знаходяться дві руслових водойми:
- 1) Краснополянська (Салтівський район) V — 144,0 тис. км³, S водного дзеркала — 3,6 га;
- 2) Петренківське («Салтівське озеро», неофіційна назва"Неми́шлянський кар'єр"; нижче вул. Єдності, перед шляхопроводом проспекту Тракторобудівників) (Салтівський район) V — 194,0 тис. м³, S водного дзеркала 7,64 га, глибина: max — 6,50 м, середня — 2,54 м, ширина: max — 370 м, середня — 260 м, довжина — 370 м. Колишній піщаний кар'єр. На його правому березі у 1960-х роках було закладено Салтівський гідропарк (нині реконструйований).
  - Петренківське джерело питної води. Розташоване на правому березі Салтівського озера під насипною дамбою.

## Мости
(згори вниз по течії)
- Вулиця Велозаводська — автомобільний.

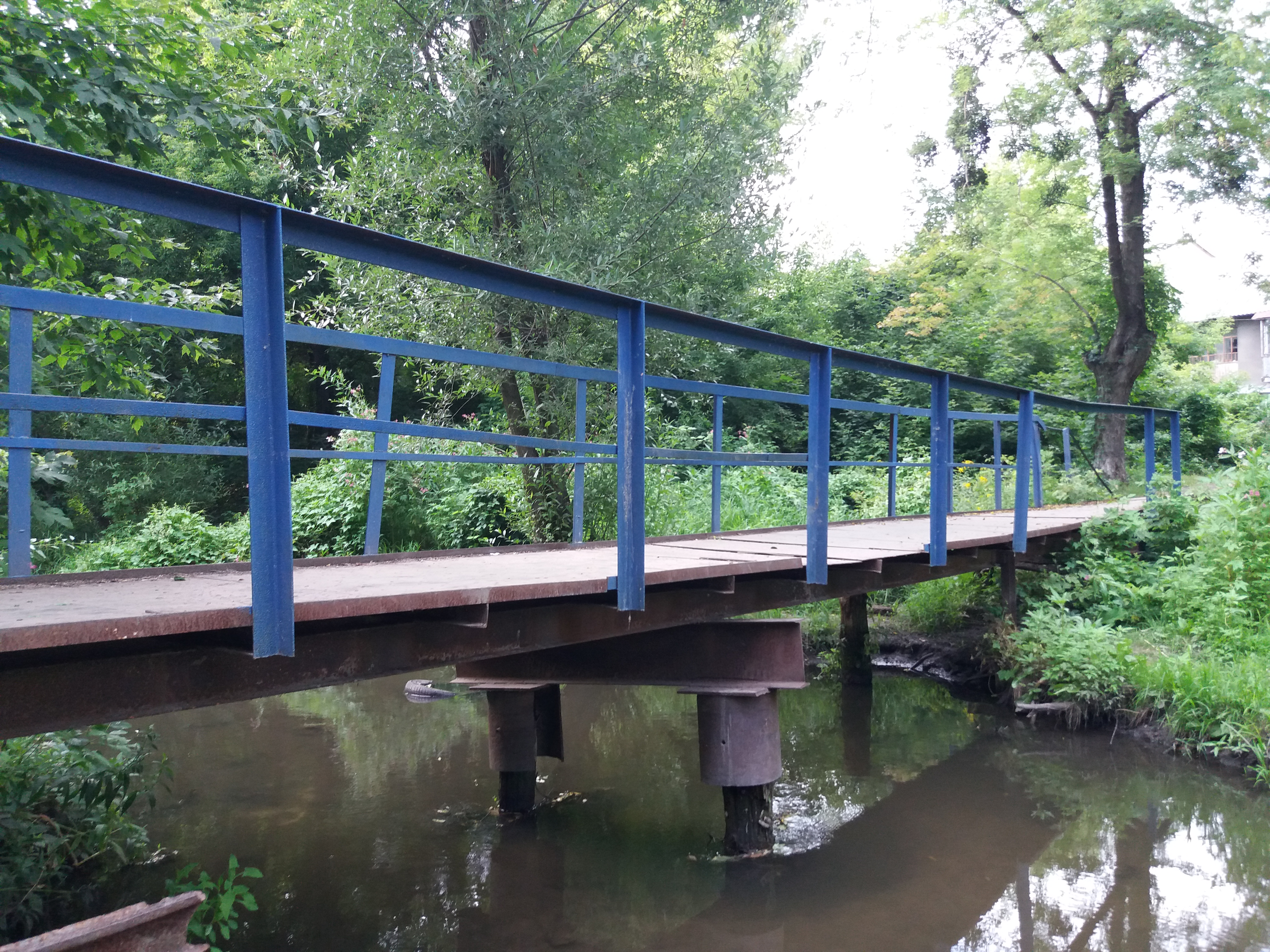
Пішохідний місток через Немишлю поблизу Рубіжанського провулку

- Проспект Тракторобудівників — віадук.
- Вулиця Красна Поляна — дерев'яний, автомобільний.
- Проспект Льва Ландау — віадук.
- Вулиця Самсонівська — автомобільний.
- Вулиця Академіка Павлова — автомобільний.
- Вулиця Лесі Українки — автомобільний.
- Вулиця Тюрінська — автомобільний.
- Вулиця Малинівська — пішохідний.
- Вулиця Іскринська — автомобільний.
- Вулиця Сергіївська — пішохідний.
- Вулиця Рудинська — автомобільний (на території ХЕЛЗу).
- Вулиця Горійська — пішохідний.